# 天鹅座V476
天鵝座V476或1920天鵝座新星是1920年現在天鵝座的一顆新星。它是由英國業餘天文學家威廉·弗雷德里克·丹寧於1920年8月20日09：30格林威治標準時間發現的，當時它的亮度為3.7等。它在1920年8月23日達到了1.7等的峰值亮度。它的靜態亮度為17.09等。
天鵝座V476的光變曲線非常不尋常，顯示出從最大亮度迅速下降，隨後緩慢的近乎線性的衰減。它被歸類為非常快的新星，但尾巴很長。光變曲線呈現出「塵埃蛻降」，快速下降到局部亮度最小值，然後亮度小幅增加，最後是漫長而緩慢的下降。據信，這種塵埃蛻降與從新星中噴射出來物質，因為它遠離恆星並冷卻形成塵埃的過程相吻合。
所有新星都由一對緊密的雙星組成，一顆白矮星和一顆"施主"恆星相互圍繞著旋轉。這兩顆恆星之間的距離如此貼近，以至於密度較低的供體恆星向白矮星轉移了物質。在天鵝座V476的情況下，建立的模型表明白矮星的質量為1.18M⊙，並且它每年從供體恆星接收6×10−10 M⊙物質。而且天鵝座V476比預期的要早得多，已經轉變為一顆復發的矮新星。
在恆星周圍可以看到一個類似於行星狀星雲的小發射星雲（殼）。聖瑪麗亞（Santamaria）等人檢查了1944年，1993年和2018年拍攝的星雲圖像，發現殼體顯然正在膨脹。它略呈橢圓形，長軸和短軸為14.6×13.4弧秒（截至2018年），以每年0.073×0.067弧秒的速度膨脹，這意味著物實際的膨脹率為230×200 km/sec。令人驚訝的是，1997年使用哈伯太空望遠鏡對外殼進行成像的嘗試沒有成功。

## 圖集

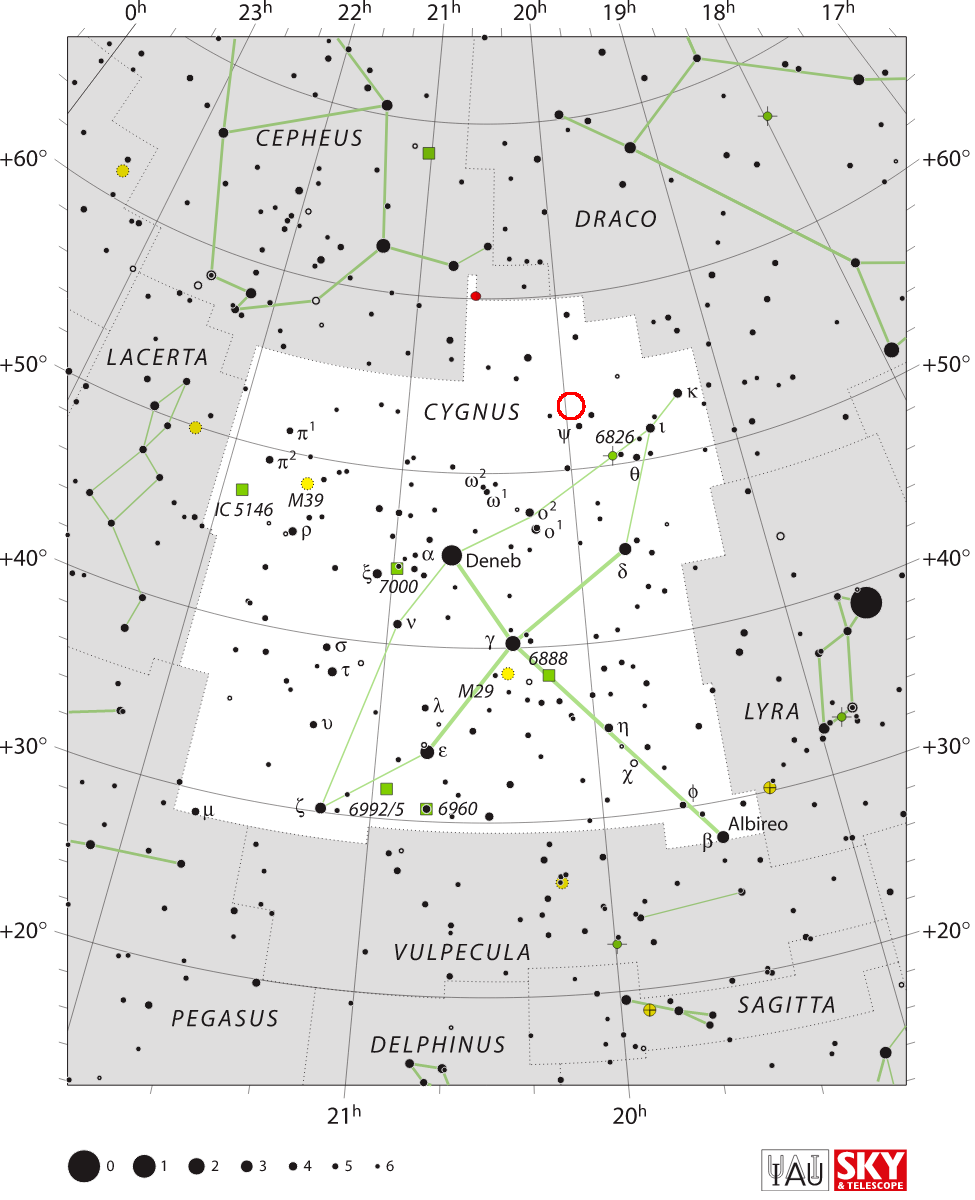
天鵝座V476的位置 (紅圈)
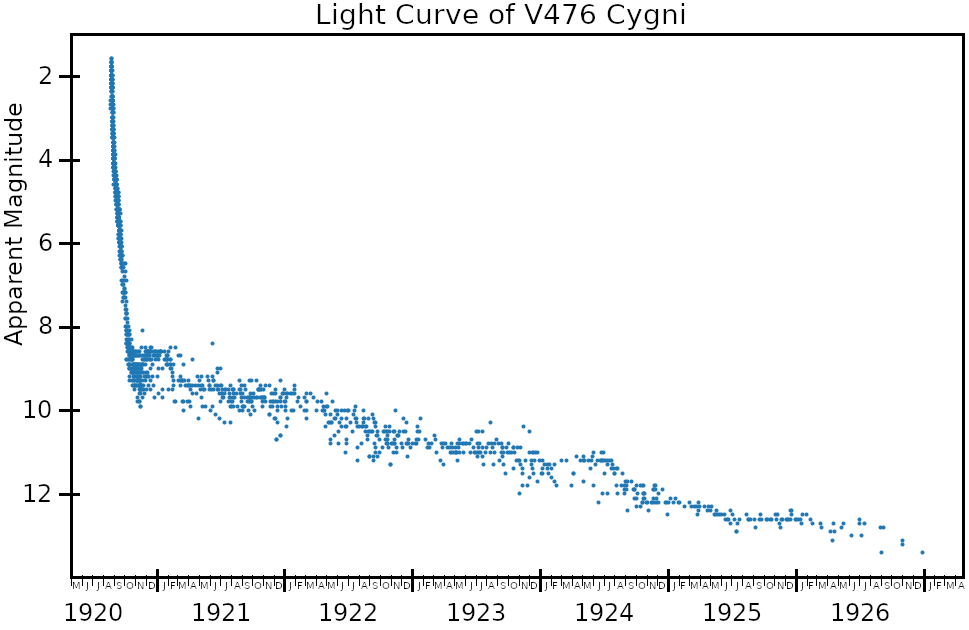
根據AAVSO數據繪製的天鵝座V476的光變曲線。
兩張相隔25年的天鵝座V476周圍殼體照片，顯示了星雲的膨脹。兩者都是使用Hα濾鏡拍攝，左圖是使用威廉·赫歇耳望遠鏡，右圖是使用北歐光學望遠鏡[1]。

## 外部連結
- https://web.archive.org/web/20051018142030/http://www.aqua.co.za/assa_jhb/Canopus/Can2003/c038LitU.htm
- http://www.otticademaria.it/astro/Costellazioni/st_cyg.html （页面存档备份，存于）
- http://www.iop.org/EJ/article/1538-3881/120/4/2007/200096.html